# Chilotrogus heinzi
Chilotrogus heinzi är en skalbaggsart som beskrevs av Keith 2005. Chilotrogus heinzi ingår i släktet Chilotrogus och familjen Melolonthidae. Inga underarter finns listade i Catalogue of Life.